# Micrathena brevipes
Micrathena brevipes (O. P.-Cambridge, 1890) è un ragno appartenente alla famiglia Araneidae.

## Distribuzione
La specie è stata reperita in diverse località della regione compresa fra il Messico e Panama

## Tassonomia
Al 2013 non sono note sottospecie e dal 1985 non sono stati esaminati nuovi esemplari.